# 贡觉县
贡觉县（藏語：གོ་འཇོ་རྫོང，威利转写：go 'jo rdzong，藏语拼音：Gonjo Zong）是中華人民共和國西藏自治區昌都市的一個縣。总面积6323.11平方公里。常住总人口4万人，縣人民政府駐莫洛鎮。

## 行政区划
贡觉县下辖1个镇、11个乡：
莫洛镇、相皮乡、哈加乡、雄松乡、拉妥乡、阿旺乡、木协乡、罗麦乡、沙东乡、克日乡、则巴乡和敏都乡。
三岩地區是自古以來川藏交界著名的兩不管地帶，今置三岩办事处，辖克日乡、罗麦乡、沙东乡、敏都乡（办事处驻地）、雄松乡、木协乡。

## 人口民族
根據第七次全國人口普查結果顯示：全县常住人口为40009人。